# Bertrand VI. de La Tour

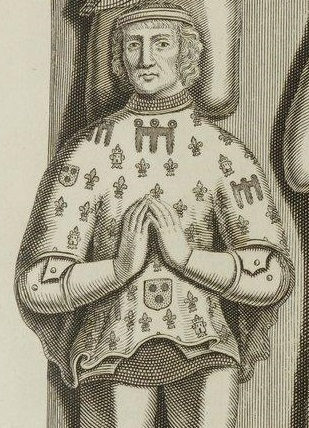
Detail des Gisant von Bertrand VI. und Louise de La Trémoille, im Kloster Le Bouschet-Vauluisant

Bertrand VI. de La Tour (1441 bezeugt; † 26. September 1497) war Graf von Auvergne und Boulogne sowie Herr von La Tour.

## Leben
Bertrand VI. ist der Sohn von Bertrand V. de La Tour († 1461) und Jacquette du Peschin († 1473).

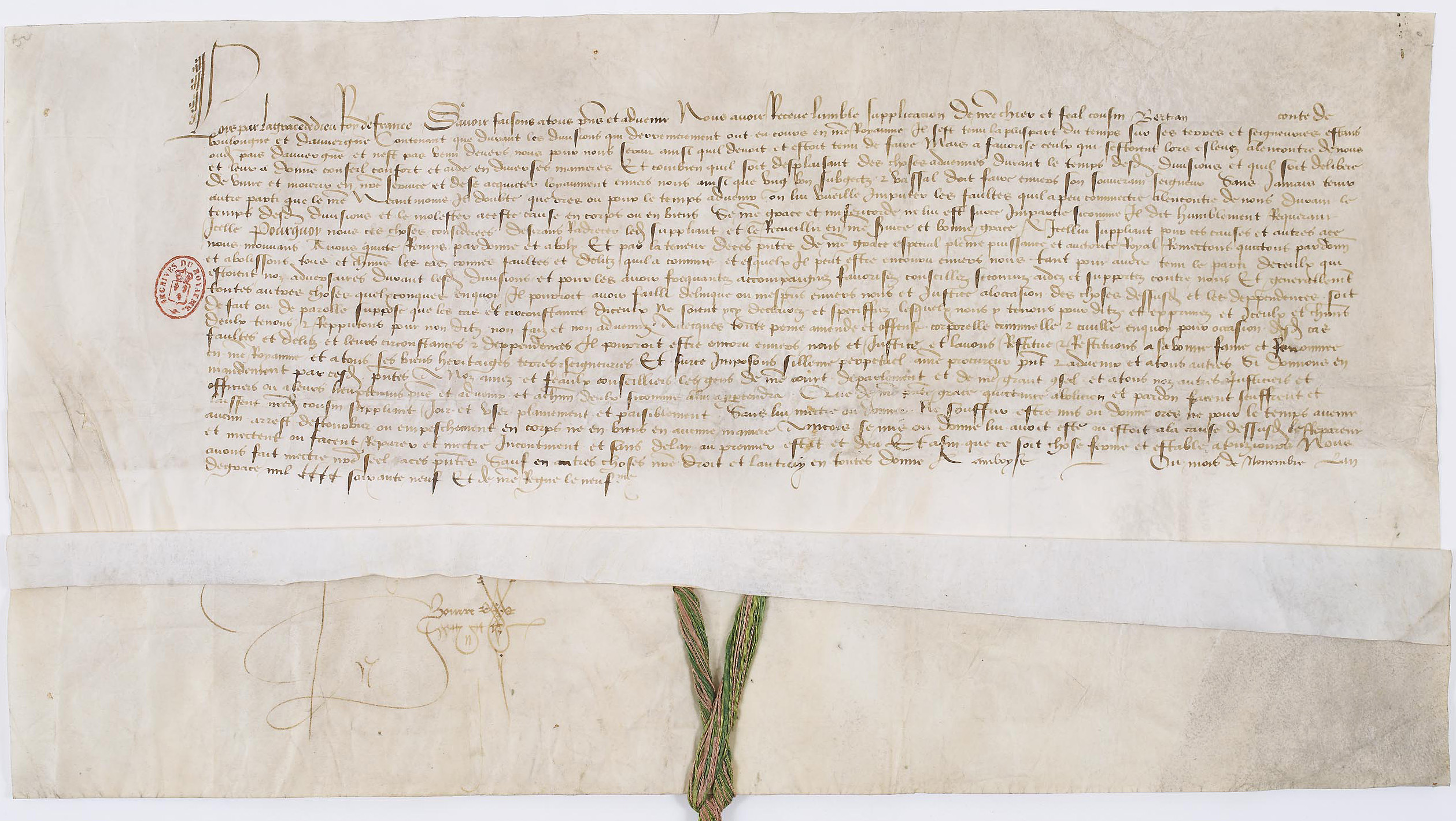
Gnadenbrief Ludwigs XI. von November 1469 zugunsten Bertrands de La Tour, Graf von Auvergne und Boulogne, Archives Nationales de France

Mit Ehevertrag vom 30. Januar 1444 heiratete er Louise de La Trémoille, Dame de Boussac et de Saint-Just († 10. April 1474), Tochter von Georges de La Trémoille, Sire de Sully et de Craon, und Catherine de L’Isle-Bouchard. Ihre Kinder waren:
- Jean (* 1467; † 28. März 1501), 1494 Sire de La Tour, Comte d’Auvergne; ⚭ (Ehevertrag 2. Januar 1495) Jeanne de Bourbon, genannt la Belle[2] und la Jeune[3] († 22. Januar 1512[4]), bestattet in der Franziskanerkirche in Vic-le-Comte, Tochter von Jean de Bourbon, Comte de Vendôme, und Isabelle de Beauvau, Dame de Champigny-sur-Veude und La Roche-sur-Yon, Witwe von Jean II. de Bourbon, Herzog von Bourbon – die Eltern von Madeleine de La Tour und Großeltern von Caterina de’ Medici (beides Gräfinnen von Auvergne)
- Françoise († vor 1484), Dame de La Roche; ⚭ (Ehevertrag 26. November 1469[5]) Gilbert de Chabannes, Seigneur de Curton (* 1439; † vor 10. Mai 1493), Sohn von Marschalls Jacques II. de Chabannes und Anne de Lavieu (Haus Chabannes)
- Jeanne; ⚭ 29. November 1472 Aymar de Poitiers, Sire de Saint-Vallier († nach 9. September 1510), Sohn von Charles de Poitiers, Seigneur de Saint-Vallier, und Anne de Montlaur – die Eltern von Jean de Poitiers und Großeltern von Diane de Poitiers (Haus Poitiers-Valentinois)
- Anne († 13. Oktober 1512 auf Burg La Rochette (Savoie)), bestattet in der Karmelitenkirche ebenda; ⚭ (1) (Ehevertrag 16. Januar 1479) Alexander Stewart, 1. Duke of Albany († 1485 in Paris), Sohn von König Jakob II. von Schottland und Maria von Geldern, bestattet in der Cölestinerkirche ebenda; ⚭(2) 15. Februar 1487 Louis de Seyssel, genannt de La Chambre, Comte de La Chambre († 7. Mai 1517), Sohn von Aymon de Seyssel d’Aix, Comte de La Chambre, und Maria von Savoyen, bestattet in der Karmelitenkirche von La Rochette
- Louise; ⚭ 30. November 1486 Claude de Blaisy, Vicomte d’Arnay, 1473/1503 bezeugt, Sohn von Alexandre de Blaisy und Catherine de Montagu

1461 beerbte er seinen Vater. 1477 tauschte er mit König Ludwig XI. die Grafschaft Boulogne gegen das Lauragais. Boulogne wurde dadurch Teil der Krondomäne.